# 예란 페르손
한스 예란 페르손(스웨덴어: Hans Göran Persson, 1949년 1월 20일 ~ )은 스웨덴의 정치인이다. 1996년부터 2006년까지 10년간 총리로 재직하였다.
젊은 시절부터 사회민주당에 들어가 정치활동을 했고, 1979년 국회의원에 선출되었다. 사회민주당 정권에서 1994년부터 재무장관을 맡아 경제 위기 문제를 해결하여 명성을 얻었으며, 1996년 잉바르 칼손 총리가 사임하면서 사회민주당 대표로 선출되어 총리가 되었다.
그러나 유럽 연합(EU) 가입 다음해가 되는 그의 취임 첫 해에는 경제 성장률은 둔화되고, 물가와 실업률은 상승하는 등의 위기를 맞았다. 이런 가운데에도 1998년 총선을 승리로 이끌어 입지를 강화했으며, 유럽 연합에도 더욱 적극적으로 참여하는 정책을 펼쳤다.
그는 유럽 연합 순번제 의장을 맡고 있던 2001년 5월, 유럽 연합 의장 자격으로 조선민주주의인민공화국을 방문하였다. 서방 국가 수반으로는 사상 처음으로 조선민주주의인민공화국을 방문한 그는 김정일 국방위원장과 만나 조선민주주의인민공화국의 미사일 문제, 남북한 화해·협력 문제에 관하여 논의하였다. 조선민주주의인민공화국을 방문한 후 곧바로 대한민국을 방문하여 김대중 대통령과 남북한 문제에 관해 의견을 교환하였다. 그 후 다시 조선민주주의인민공화국 방문을 시도했으나 그 뜻을 이루지는 못했다. 2004년 3월 대한민국을 방문하여 노무현 대통령을 만나고 남북한 문제 해결을 위한 전도사 역할을 할 의사를 내비치고, 대한민국과 스웨덴 간의 경제 협력 강화에 대해 논의했다.
그의 집권 기간 중 스웨덴의 경제는 비교적 높은 성장률을 기록했고, 조선민주주의인민공화국 문제 해결에 참여하는 등 대외적으로 활발한 활동을 펼쳤으나, 대내적으로 실업 문제를 해결하지 못했고, 2003년 유로화 도입 투표에서 사회 분열을 초래하는 등의 문제로 인기가 떨어져 2006년 총선에서 야당의 중도우파연합에 패하여 총리직에서 물러났다. 2007년에는 국회의원직과 사회민주당 당수직을 내놓고 정계에서 물러났다.